# Enrique Miret Magdalena
Enrique Miret Magdalena (* 12. Januar 1914 in Saragossa; † 12. Oktober 2009 in Madrid) war ein spanischer, römisch-katholischer Theologe und Kirchenkritiker.
Enrique Miret Magdalena, promovierter Chemiker, wandte sich später der Theologie und Ethik zu. Er war Professor an der Päpstlichen Universität von Salamanca und der Päpstlichen Universität von Comillas und veröffentlichte über 2000 Artikel und 20 Bücher.

## Werke
- 1966 –  Los nuevos católicos, Nova Terra, ISBN 978-84-280-0090-1
- 1968 –  Cristianismo para el pueblo, Zero, ISBN 978-84-317-0032-4
- 1974 – Creo en un hombre llamado Jesús, Editorial Desclée de Brouwer, ISBN 978-84-330-0494-9
- 1975 – El divorcio, con Salvador Muñoz Iglesias, Guadiana de Publicaciones, ISBN 978-84-251-0176-2
- 1976 –  Religión e irreligión hispanas, Editorial Fernando Torres, ISBN 978-84-7366-054-9
- 1976 – Por una nueva educación religioso-moral, Editorial Adara, ISBN 978-84-385-0013-2
- 1976 – ¡Catolicismo para mañana!, Editorial Desclée de Brouwer, ISBN 978-84-330-0496-3
- 1976 – España: destino socialismo, Ediciones Sedmay, ISBN 978-84-7380-123-2
- 1981 – Violencia y agresividad ante la ciencia y la fe, Narcea, ISBN 978-84-277-0446-6
- 1989 – El nuevo rostro de Dios, Ediciones Temas de Hoy, ISBN 978-84-86675-96-7
- 1991 – Amor y sexualidad, Plaza & Janes, ISBN 978-84-01-23019-6
- 1996 – Jesús de Nazaret, el mito y la sombra: lo que realmente dicen los textos, con Julián Sanz Pascual, Proyectos y producciones Cyan, ISBN 978-84-8198-136-0
- 1998 –  El catecismo de nuestros padres, con Javier Sádaba Garay, Plaza & Janés, ISBN 978-84-01-37612-2
- 1998 – El laico en la Iglesia, Tomo 9 de El laicado, con Isabel Gómez-Acebo, Ediciones SM, ISBN 978-84-348-6101-5
- 1999 –  Occidente mira a oriente, Plaza & Janés, ISBN 978-84-01-37631-3
- 2000 – Luces y sombras de una larga vida, Editorial Planeta, ISBN 978-84-08-03513-8
- 2004 – Qué nos falta para ser felices. Espasa-Calpe, ISBN 978-84-670-0102-0
- 2004 –  La vida merece la pena ser vivida, Espasa-Calpe, ISBN 978-84-670-1414-3
- 2004 – Cómo ser mayor sin hacerse viejo: el camino para conseguir grandes logros en plena madurez, Espasa-Calpe, ISBN 978-84-670-1522-5
- 2005 –  La paz es posible, Espasa-Calpe, ISBN 978-84-670-1740-3
- 2006 –  ¿Dónde está Dios? : la religión en el siglo XXI, Espasa-Calpe, ISBN 978-84-670-2091-5
- 2007 –  Creer o no creer, Aguilar, ISBN 978-84-03-09712-4
- 2007 – La vuelta de los valores, Espasa-Calpe, ISBN 978-84-670-2473-9